# Pactetón
Pactetón är en ort i Mexiko.   Den ligger i kommunen Tenejapa och delstaten Chiapas, i den sydöstra delen av landet, 800 km öster om huvudstaden Mexico City. Pactetón ligger 1 453 meter över havet och antalet invånare är 743.
Terrängen runt Pactetón är kuperad åt sydväst, men åt nordost är den bergig. Runt Pactetón är det tätbefolkat, med 319 invånare per kvadratkilometer. Närmaste större samhälle är Cancuc, 1,4 km norr om Pactetón. I omgivningarna runt Pactetón växer i huvudsak städsegrön lövskog.